# Tyska huset
Tyska huset (originaltitel: Deutsches Haus) är en tysk historisk dramaserie som hade premiär den 8 november 2023. Serien är skapad av Annette Hess och består av fem avsnitt.

## Handling
Serien handlar om 24-åriga Eva Bruhns som är på väg att förlova sig när hon blir ombedd att tolka vid en rättegång mot SS-officerare. Hennes föräldrar och blivande fästman försöker avråda henne, men hon följer sina instinkter och tackar ja till jobbet.

## Rollista (i urval)
- Katharina Stark - Eva Bruhns
- Aaron Altaras - David Miller
- Max von der Groeben - Hans Kübler
- Anke Engelke - Edith Bruhns
- Iris Berben - Rachel Cohen
- Heiner Lauterbach - Wilhelm Boger